# 21
Năm 21 là một năm bắt đầu từ Thứ Sáu trong lịch Julius. 